# متكاورات
المتكاورات (الاسم العلمي: Sphaerophoraceae) هي فصيلة من الفطريات تتبع رتبة اللقنوريات من طائفة اللقنورانية.

## الأجناس
- المتكاورة